# Parti des socialistes de la république de Moldavie
Le Parti des socialistes de la république de Moldavie (en roumain : Partidul Socialiştilor din Republica Moldova ; en abrégé : PSRM) est un parti politique moldave socialiste démocratique fondé en 1997. Parti populiste, il défend des positions eurosceptiques et russophiles,, toutes deux reflétées par son ancien dirigeant de longue date Igor Dodon,,. Il se distingue des partis européens de centre gauche pour ses positions conservatrices sur les questions sociales, reflétant le fort conservatisme social du pays et l'influence de l'Église orthodoxe moldave.

## Histoire
En 2011, le parti prend de l'importance avec le ralliement de la moitié des membres du Parti des communistes de la république de Moldavie grâce à une scission mutuellement consentie entre Vladimir Voronine, conservant la direction de la moitié continuant à s'appeler « communistes », et Igor Dodon qui, avec l'autre moitié, a adhéré et pris la présidence du Parti des socialistes ; les deux partis sont coalisés et défendent les mêmes orientations politiques.
Avec 20,5 % des voix, le parti arrive en tête des élections législatives du 30 novembre 2014 et obtient 25 sièges sur les 101 du Parlement. C'est toutefois la coalition pro-européenne sortante, composée des partis libéral-démocrate et démocrate, qui remporte le scrutin en obtenant une majorité relative de 42 sièges.
Lors de l'élection présidentielle moldave de 2016, le candidat du PSRM Igor Dodon termine en tête du premier tour avec 679 412 voix et 48,22 %, avant de l'emporter au second tour face à Maia Sandu.

## Idéologie
Le parti se décrit lui-même comme socialiste démocratique. Il mène une politique de gauche sur les questions fiscales et des opinions plus conservatrices sur les questions socioculturelles, et a une position anti-OTAN, anti-UE, et pro-russe,. Les membres du parti ont une nostalgie de l'ex-URSS et soutiennent les thèses de « langue et ethnie moldaves », thèses construite par la propagande soviétique,.
Les membres du parti soutiennent le fait de nommer la langue d'État le moldave. Mariana Vasilache, journaliste de la Société roumaine de radiodiffusion, a décrit le parti comme un promoteur du moldavisme (en). Malgré leur soutien à la souveraineté moldave, plusieurs membres du parti ont la citoyenneté roumaine, par exemple les députés Alla Dolinţă, Anatolie Labuneţ, Adrian Lebedinschi (en), Corneliu Furculiţa, Ghenadi Mitriuc, Radu Mudreac.
Reflétant le fort conservatisme social du pays, le parti promeut les valeurs familiales et défend des points de vue traditionalistes en ce qui concerne les droits LGBT en Moldavie, ce qui contraste avec les partis de gauche en Europe. En 2016, le parti a organisé le Festival/Marche de la famille pour contrer la Marche « Sans peur » organisée par GENDERDOC-M à Chișinău. Certains journalistes moldaves et roumains ont également décrit le parti comme autoritaire. Les critiques affirment également que les médias affiliés au PSRM promeuvent les fake news et la propagande pro-russe,.
En 2015, Igor Dodon a déclaré qu'il souhaitait que le PSRM rejoigne l'Internationale socialiste,. En avril 2021, le parti a déposé une demande d'adhésion à l'organisation. Bien qu'il s'associe officiellement au mouvement de gauche, le parti travaille avec des mouvements nationalistes, de droite et religieux pour lutter contre « la promotion du vice répandu avec l'aide des États-Unis en Moldavie »[réf. nécessaire]. Le parti a des liens avec des partis politiques de la droite populistes à travers l'Europe, dont le groupe parlementaire Europe des nations et des libertés.
Le PSRM tient l'Occident et l'Ukraine pour responsables de la guerre russo-ukrainienne,. Certains journalistes ont également qualifié le parti d'anti-occidental,.

## Résultats électoraux

### Élections présidentielles
| Année | Candidat            | Premier tour | Premier tour | Premier tour | Second tour | Second tour | Second tour |
| Année | Candidat            | Voix         | %            | Rang         | Voix        | %           | Rang        |
| ----- | ------------------- | ------------ | ------------ | ------------ | ----------- | ----------- | ----------- |
| 2016  | Igor Dodon          | 680 550      | 47,98        | 1er          | 834 081     | 52,11       | 1er         |
| 2020  | Igor Dodon          | 439 866      | 32,61        | 2e           | 690 614     | 42,28       | 2e          |
| 2024  | Alexandr Stoianoglo | 401 215      | 25,95        | 2e           | 750 430     | 44,65       | 2e          |

### Élections législatives
| Année        | Voix             | %            | Sièges   |
| ------------ | ---------------- | ------------ | -------- |
| 1998         | 9 514            | 0,59         | 0 / 101  |
| 2001         | 7 277            | 0,46         | 0 / 101  |
| 2005         | 77 490           | 4,97         | 0 / 101  |
| avril 2009   | Ne participe pas |              |          |
| juillet 2009 | Ne participe pas |              |          |
| 2010         | Ne participe pas |              |          |
| 2014         | 327 910          | 20,51        | 25 / 101 |
| 2019         | 441 236          | 31,15        | 35 / 101 |
| 2021         | En coalition     | En coalition | 22 / 101 |